# کامپو سکو (کالیفرنیا)
کامپو سکو (به انگلیسی: Campo Seco) یک منطقهٔ مسکونی در ایالات متحده آمریکا است که در شهرستان کالاوراس، کالیفرنیا واقع شده‌است. کامپو سکو ۱۷۲ متر بالاتر از سطح دریا واقع شده‌است.